# 偽阿達瑪變換
偽阿達馬變換是一個可逆的變換，對於一個二元字串提供混淆與擴散，見阿達馬變換。
這個二元字串長度需是偶數，可以拆成兩個長度相等的二元字串a 和b，各有n位。計算轉換 a' and b'，我們使用下面的式子:
{\displaystyle a'=a+b\,{\pmod {2^{n}}}\,}
{\displaystyle b'=a+2b\,{\pmod {2^{n}}}\,}
而要回復 a 與 b 只需:
{\displaystyle b=b'-a'\,{\pmod {2^{n}}}}
{\displaystyle a=2a'-b'\,{\pmod {2^{n}}}}

## 一般化
上面的式子可以透過矩陣來表示，考慮 a 和 b 是一個向量的兩個元素，那麼上面的變換就是單純把自己乘上一個矩陣:
{\displaystyle H_{1}={\begin{bmatrix}2&1\\1&1\end{bmatrix}}}
而透過求得矩陣的反矩陣就可以得到這個變換的反函式。
這個矩陣能被推廣到更高的維度，允許任何長度是2的次方的向量被轉換，透過以下的遞迴定律:
{\displaystyle H_{n}={\begin{bmatrix}2\times H_{n-1}&H_{n-1}\\H_{n-1}&H_{n-1}\end{bmatrix}}}
舉例而言:
{\displaystyle H_{2}={\begin{bmatrix}4&2&2&1\\2&2&1&1\\2&1&2&1\\1&1&1&1\end{bmatrix}}}

## 密碼學性質
- 偽阿達馬變換有兩個非常好的密碼學性質，首先，由於兩個元素的時候，這個變換是可逆的，因此更高維度也能由此重建。在密碼學中，可逆的加密是必要的，單純阿達馬變換(a' = a+b, b' = a-b)並沒有這個性質，當我們使用模的時候，但偽阿達馬變換有。
- 另外，對於任何轉換，可以知道所有的輸出數值都和所有的輸入數值有關，這在混淆與擴散是一個相當有用的性質。

## 外部連結
- Fast Pseudo-Hadamard Transforms （页面存档备份，存于）